# Burt Young
Burt Young, vlastním jménem Gerald Tommaso DeLouise (30. dubna 1940, Queens New York, New York, USA – 8. října 2023, Los Angeles, Kalifornie) byl americký filmový herec. 

## Život
Narodil se italsko-americkému páru Michaelovi a Josephine. Než se dostal k herectví, vydělával si čištěním a prodejem koberců. K herectví se dostal netradičním způsobem, kamarád ho požádal o pomoc ke zkouškám na hereckou školu. Young s tím souhlasil, ale místo kamaráda byl přijat právě Young.

## Herecká kariéra
Svých prvních filmových rolí se dočkal na začátku 70. let, ve filmech: Banda, která neuměla pořádně střílet (1971), v tomto filmu se svým hereckým výkonem zapsal do povědomí diváků.
Dále hrál např. ve filmech: Čínská čtvrť (1974), Gembler (1974) a ve filmu Zabijácká léta z roku 1975. Výrazně se však prosadil v roli švagra Paulieho v jednom z nejlepších boxerských dramat Rocky (1976). Young byl nominován na Oscara za nejlepší výkon ve vedlejší roli. Koncem sedmdesátých let si zopakoval spolupráci se Sylvestrem Stallonem ve filmu Rocky II (1979). V těchto letech se uplatnil jako scenárista dvou filmů, ve kterých si i zahrál. Jedním z těchto filmů byl film Daddy, I dont like it like this s Taliou Shire, jeho sestrou z filmu Rocky, druhým filmem bylo drama Uncle joe shannon. Významné role se dočkal opět v pokračování Rocky III (1982), nebo např. v hororu Amittvile II (1982) a ve filmu Tenkrát v Americe (1984) a zahrál si i o rok později ve filmu Rocky IV (1985). Osmdesátá léta zakončil pátým dílem Rockyho (Rocky V). V posledních deseti letech druhého tisíciletí zaznamenal největší úspěchy v seriálech a stával se představitelem gangsterů a mafiánů : Poslední don (1997) a Rodina Sopránů (1999). Pečliví fandové seriálů a Burta Younga si mohli všimnout jeho tváře v seriálu Walker, Texas Ranger nebo v seriálu Zákon a pořádek. To, že nezapomněl hrát i komediální role, ukázal v roce 1999 ve filmu Mickovy modré oči. Po přelomu tisíciletí střídal hodně rolí ve filmech a opět se prosadil zatím v posledním díle boxerského dramatu Rocky Balboa (2006). 
Young byl také nadaný malíř. Jeho tvorba byla vidět například ve filmu Rocky Balboa (ve scéně na jatkách).